# Ramenonošci
Ramenonošci (Brachiopoda) su koljeno životinja koje žive isključivo u moru. To su bilateralne životinje s dvostranom ljušturom, i izgledom jako podsjećaju na školjke, pa ih se sve do početka 19. stoljeća smatralo školjkama iako se od njih razlikuju čitavom organizacijom kao i simetrijom.
Za razliku od školjki čije ljušture imaju lijevu i desnu polovicu, ljuštura ramenonožaca se, prema građi tijela, dijeli na gornju i donju, odnosno leđnu i trbušnu, pri čemu je trbušni dio ljušture uglavnom veći. Trbušni dio ljušture na vrhu je kljunasto zavijen. Kroz taj zavoj izlazi mišićno stopalo kojim se životinja drži za podlogu (sjedilački organizam). Na suprotnoj, usnoj strani, imaju dvije tako zvane "kosturne ručice" (dva zavojita "ramena", po čemu su dobili ime). Obje su prekrivene sitnim trepetljikama, kojima stvara strujanje vode u kojoj je hrana i kisik prema usnom otvoru.
Ramenonošci su pravi predstavnici filtratora, koji žive sjedačkim životom i iz vode filtriraju hranu. Hrana su im uglavnom jednostanične životinje. Ne stvaraju kolonije, žive solitarno, no često u većim skupinama. Osim jednog roda, sve druge vrste su razdvojenih spolova i razmnožavaju se spolno, a oplodnja se odvija u vodi.
Danas ovo koljeno ima 396 vrsta koje sve žive samo u Sredozemnom moru, pa tako i u Jadranu, kao živi fosili koji su ostali nepromijenjeni 400 milijuna godina. Neke od vrsta su Tethyrhynchia mediterranea, Argyrotheca cistellula i Megerlia truncata koje pretežito nalazimo u morskim špiljama i prolazima. U ranijim geološkim razdobljima to je bilo vrstama vrlo brojno koljeno. Danas veličina njihove ljušture ne prelazi 5 cm, no među fosilnim vrstama ima ih i do 30 cm. Najčešći su na dubinama između 10 i 50 metara, ali mnoge vrste su dubokomorske.